# Shavers Fork
Der Shavers Fork ist ein 143 km langer Nebenfluss des Cheat Rivers im US-Bundesstaat West Virginia.
Er gehört zum Einzugsgebiet des Mississippi Rivers und entwässert über Cheat River, Monongahela River und Ohio River ein Gebiet vom 554 km² in einer meist bewaldeten, ländlichen Region.

## Geographie
Der Shavers Fork entspringt im Norden des Pocahontas County am Thorny Flat, dem höchsten Gipfel am Cheat Mountain, auf 1478 m Höhe. Der größte Teil seines Flusslaufes führt durch den Monongahela National Forest. 97 % des Einzugsgebietes sind bewaldet und zwei Drittel in öffentlichem Besitz.
Der Fluss ist an seinem Oberlauf der höchstgelegene Fluss im Osten der Vereinigten Staaten. Dort liegt auch die Geisterstadt Spruce. Danach fließt er in Richtung Nordosten durch Randolph County und Tucker County. Dabei liegt das Flusstal in einem Trog zwischen dem Cheat Mountain im Westen und Shavers Mountain im Osten.
Zu den Siedlungen am Fluss gehören Cheat Bridge, Bemis, Bowden und Porterwood. Gemeinsam mit dem Black Fork bildet er bei Parsons in einer Höhe von 494 m den Cheat River.

## Hydrologie
Der United States Geological Survey unterhält in Bowden, 26,4 Meilen oberhalb der Mündung, einen Pegel. Der mittlere jährliche Abfluss an dieser Stelle beträgt 14,6 m³/s. Der höchste je gemessene Wert wurde am 19. November 2003 mit 650 m³/s erreicht.
An der Messstation weiter flussaufwärts in Cheat Bridge beläuft sich die durchschnittliche Abflussmenge auf 5,3 m³/s.

## Abweichende Namen und Schreibweisen
Nach den Angaben im Geographic Names Information System des USGS gibt es für den Shavers Fork eine Reihe von früheren abweichenden Namen:
- Chavers Fork
- Main Cheat River
- Shafers Fork
- Shaffers Fork of Cheat River
- Shaver's Fork
- Shavers Fork River
- Shavers Fork of Cheat River